# Francisco Alegre
Francisco Alegre es el título de una canción compuesta por Antonio Quintero, Rafael de León y Manuel Quiroga.

## Descripción
Se trata de un pasodoble, uno de los más célebres del siglo XX, escrito expresamente para la tonadillera Juanita Reina, quien la estrenó en directo en su espectáculo Solera de España el 31 de octubre de 1945. No se grabaría hasta dos años más tarde al incluirse en la banda sonora de la película La Lola se va a los puertos, de Juan de Orduña, protagonizada por Reina. Alcanzó el número uno de las listas de éxitos musicales de España en 1948.
El pasodoble narra la historia de una mujer que advierte en los carteles de una corrida de toros la inclusión del matador Francisco Alegre. Ya en la plaza, se desvela que ella fue quien le cosió el traje de luces y le regaló el crucifijo que porta con él. Sin embargo, se trata de un amor imposible, por culpa de otro querer, a que algunas fuentes atribuyen al matrimonio de ella con otro hombre o bien a su pasión por los toros.

## Versiones
El tema ha sido versionado por Lola Flores, La Pequeña Compañía en 1979, Isabel Pantoja en 1990 y La Terremoto de Alcorcón (1999). También ha sido interpretado en directo, entre otras figuras, por Rocío Jurado.
Está incluida en la banda sonora de la película Canciones para después de una guerra (1971), de Basilio Martín Patino.
Finalmente, fue interpretada para televisión, en el talent show de Antena 3 Tu cara me suena en dos ocasiones: María del Monte (2012) y Falete (2015).